# Lobby X
Lobby X —  українська платформа з працевлаштування та агенція з рекрутингу, заснована у 2015 році.

## Історія
Lobby X почало свою діяльність у березні 2015 року. LX було створено Владиславом Грезєвим як волонтерська ініціатива для пошуку фахівців до державних установ та громадських організацій після Революції Гідності.
Історія компанії почалась із запуску сторінки у Facebook, на якій розміщувалися вакансії з персональних сторінок власників бізнесів та лідерів громадських організацій. Перший комерційний контракт було підписано у грудні 2015 року. 7 лютого 2016 року запустили повноцінний сайт. Саме ця дата вважається офіційним днем заснування Lobby X.

## Діяльність
Компанія працює з державними органами, громадськими організаціями, благодійними фондами, волонтерськими проєктами, медіа з незалежною редакційною політикою, прогресивними компаніями, інноваційними стартапами та підрозділами Сил Оборони.
Протягом своєї діяльності Lobby X рекрутувало людей до Prozorro, МОЗ, НАЗК, Мінфіну, Українського інституту книги, “Суспільного”, “Повернись живим”, Посольства Швеції в Україні тощо. Крім цього, LX співпрацює з прогресивним бізнесом на кшталт Glovo, Uber, TuneIn, Smoothr, Strimco, а також miltech-організаціями.